# Alfred Schmidt
‎
Alfred Schmidt, nemški filozof in sociolog * 1931, Berlin, † 2012, Frankfurt na Majni.

## Pomembnejša dela
- Der Begriff der Natur in der Lehre von Karl Marx. Europäische Verlagsanstalt, Frankfurt am Main 1962.
- Geschichte und Struktur. Fragen einer marxistischen Historik. Hanser, München 1971, ISBN 3-446-11504-8.
- Emanzipatorische Sinnlichkeit. Ludwig Feuerbachs anthropologischer Materialismus. Hanser, München 1973, ISBN 3-446-11652-4.
- Zur Idee der Kritischen Theorie. Elemente der Philosophie Max Horkheimers. Hanser, München 1974, ISBN 3-446-11863-2.
- Die Kritische Theorie als Geschichtsphilosophie. Hanser, München 1976, ISBN 3-446-12201-X.
- Drei Studien über Materialismus. Schopenhauer. Horkheimer. Glücksproblem. Hanser, München 1977, ISBN 3-446-12460-8.
- Kritische Theorie, Humanismus, Aufklärung. Philosophische Arbeiten. Reclam, Stuttgart 1981, ISBN 3-15-009977-3.
- Goethes herrlich leuchtende Natur. Philosophische Studie zur deutschen Spätaufklärung. Hanser, München 1984, ISBN 3-446-14141-3.
- Die Wahrheit im Gewande der Lüge. Schopenhauers Religionsphilosophie. Piper, München und Zürich 1986, ISBN 3-492-10639-0.
- Idee und Weltwille. Schopenhauer als Kritiker Hegels. Hanser, München und Wien 1988, ISBN 3-446-15161-3.